# Riksarkivet (Sverige)
För byggnaden, se Riksarkivets huvudbyggnad.
Riksarkivet (RA) är en svensk statlig förvaltningsmyndighet, som sorterar under Kulturdepartementet. Riksarkivet har ansvar för den statliga arkivverksamheten och för arkivvården i landet. Myndighetschefen kallas riksarkivarie.

## Historik
Riksarkivet är en av Sveriges äldsta myndigheter, med rötter som går tillbaka till 1200-talet. Axel Oxenstierna ingrep i arkivförhållandena genom att den 18 oktober 1618 utfärda en kansliordning. Han föreskrev hur "det gamla kansliet", det vill säga Riksarkivet, skulle vara organiserat. Därmed inrättades Riksarkivet formellt som ett självständigt ämbetsorgan inom det kungliga kansliet.
En stor del av det dåvarande Riksarkivets handlingar brann upp vid den katastrofala slottsbranden 1697 i Stockholm; särskilt ödelagd blev då samlingen medeltidsdokument.
Mellan åren 1713 och 1716 evakuerades Riksarkivets viktigaste handlingar till Örebro slott på grund av det ryska hotet under det stora nordiska kriget.
Genom Emil Hildebrands tillträde som riksarkivarie 1901 genomfördes en ännu bestående modernisering av Riksarkivet. Beståndet ordnades nu efter proveniensprincipen. Istället för att arkivhandlingarna, som tidigare, skulle splittras och ordnas brett tematiskt  skulle hädanefter varje i Riksarkivet ingående underarkiv bibehållas efter det system det vid leveransen varit upplagt efter inom respektive arkivbildare. Detta förenklade påtagligt översiktligheten, tillgängligheten och forskningsmöjligheterna. Hildebrand lade på olika sätt grunden för ett modernt arkivarieyrke.

### Landsarkiven
Arbetsområdet hade från början begränsats till det kungliga kansliet, men från 1800-talets slut fick Riksarkivet även befattning med arkivbildningen hos andra centrala och lokala myndigheter. Ett självständigt ämbetsverk blev det först 1878. Riksarkivet fungerade som chefsmyndighet över de olika landsarkiven, varav Landsarkivet i Vadstena öppnade 1899 som det första. År 1903 bildades landsarkiv i både Lund och Uppsala, 1905 ett i Visby, 1911 ett i Göteborg, 1928 Landsarkivet i Östersund och 1935 det i Härnösand.

### Riksheraldikerämbetet

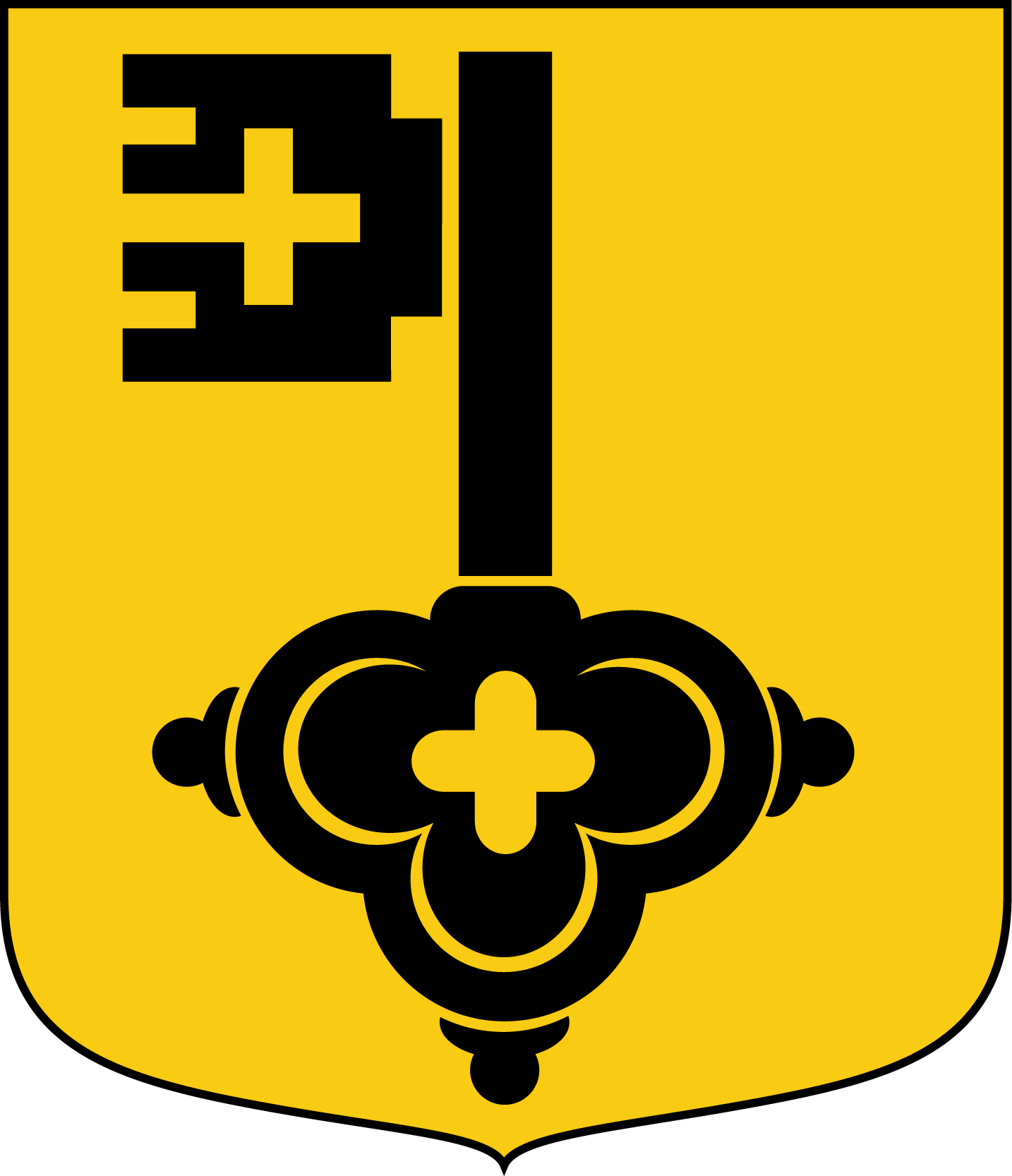
Leksands kommunvapen, här målat av Vladimir A. Sagerlund då han var heraldisk konstnär vid Riksarkivet. Vapnet bygger på Leksands sockens äldsta sigill från 1625.

Myndigheten Riksheraldikerämbetet lades ned 1953, och statens heraldiska verksamhet inordnades därvid som en avdelning inom Riksarkivet. Här hanteras frågor om vapenutformning, flaggor och emblem, och rådgivning åt Sveriges kommuner i ämnet. Riksheraldikerämbetets chef hade haft titeln riksheraldiker men i den nya organisationen blev titeln i stället statsheraldiker.

### Krigsarkivet
Krigsarkivet kom ursprungligen till år 1805 som en avdelning inom Fältmätningskåren, från början främst för hantering av kartor. År 1942 blir arkivet en egen myndighet under Försvarsstaben. År 1995 införlivades Krigsarkivet som en avdelning inom Riksarkivet, med fortsatt egen tillsynsverksamhet över de militära myndigheterna under Försvarsdepartementet.

### En gemensam myndighet
1 januari 2010 slogs Riksarkivet och landsarkiven samman till en gemensam myndighet – Riksarkivet. Dessförinnan hade Statens arkiv i tre års tid varit den gemensamma benämningen för Riksarkivet och de olika landsarkiven.

### Särskilda verksamhetsområden
I Riksarkivet ryms bland annat enheterna Svenskt Diplomatarium och Svenskt biografiskt lexikon (SBL). Tidigare fanns även verksamheterna Svensk arkivinformation (SVAR) i Ramsele och Mediakonverteringscentrum (MKC) i Fränsta, i myndighetens organisation.

#### Digisam
Under åren 2011 till december 2016 var även Digisam en del av Riksarkivet, ett samordningsuppdrag för "digitalisering, digitalt bevarande och digitalt tillgängliggörande av kulturarvet".
Digisam inrättades på uppdrag av Regeringen Reinfeldt, och sekretariatet inledde sin verksamhet 1 september samma år under ledning av Rolf Källman. Digisam hade bland annat i uppdrag att fungera som samtalspartner och kunskapskälla/kompetens gentemot andra aktörer från statlig eller privat sektor. Sekretariatets styrgrupp, med representanter från Riksarkivet, Riksantikvarieämbetet, Kungliga biblioteket och Centralmuseerna, fastställde inriktningen på Digisams verksamhet. Digisam deltog löpande i olika nationella sammankomster i ämnet, inklusive de årliga (sedan 2013) Digikult-konferenserna om "Digitalt kulturarv i praktiken".
Digisams verksamhet utvärderades våren 2014, och efter en rapport togs ställning om sekretariatets fortsatta verksamhet efter 2015. Statskontorets rapport förordade att regeringen skulle förlänga Digisams mandat. Efter regeringsbeslut permanentades Digisams verksamhet och placerades på Riksantikvarieämbetet fr o m januari 2017.[källa behövs]

### Riksarkivets omorganisation 2020
Riksarkivet omorganiserades i nya avdelningar och enheter 2020. Det innebar bl.a. att landsarkiven upphörde som egna enheter, titeln landsarkivarie upphörde samt att Riksarkivets regionala avdelning (med landsarkiven) och den nationella avdelningen (med enheterna Marieberg, Arninge och Krigsarkivet) slogs samman till avdelningen för arkivverksamhet. 

### Styrelse
Riksarkivets styrelse kallades tidigare Statens arkivstyrelse. Sedan 2008 finns inte längre någon styrelse inom organisationen, utan denna leds istället av ett insynsråd med högst fem ledamöter. Verksamheten omstrukturerades 2012, med en matrisorganisation där linjeorganisationen och de olika processerna möts.

## Arkivbestånd

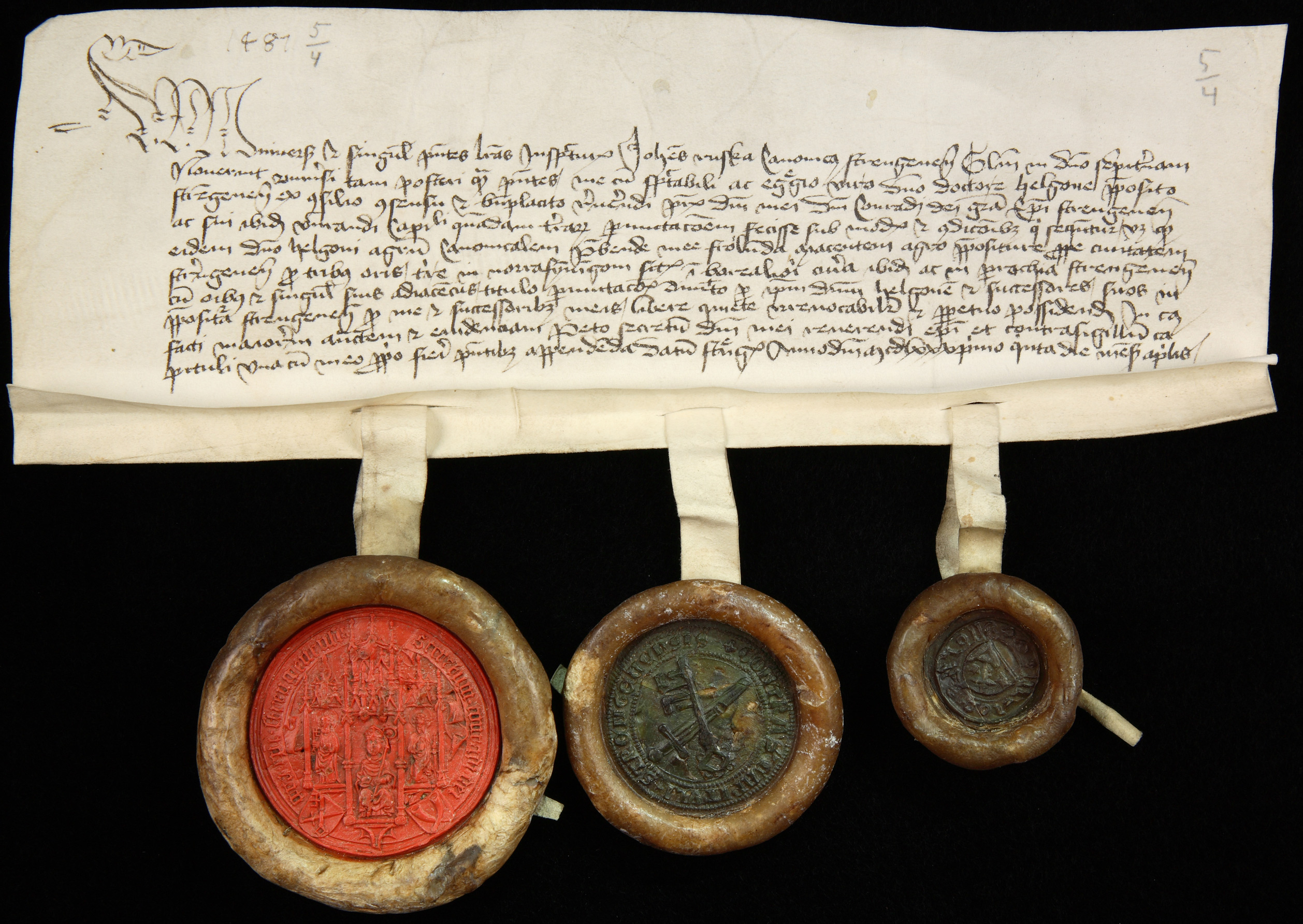
Brev som reglerar ett byte av jord mellan Johan Ruska och domprosten doktor Helgo Petri från Svenskt Diplomatarium

Riksarkivet förvarar främst arkivhandlingar från den svenska statliga och regionala förvaltningen, från myndigheter och andra organ, men har även en stor del arkiv levererade från både rikstäckande och lokala föreningar, enskilda personer och godsarkiv. Det äldsta dokumentet i Riksarkivet (noterat år 2005) är ett pergamentblad ur en mässbok, skrivet i England i slutet av 900-talet. Dokumentet kom till Sverige via engelsmännens kristna mission i Norge.
Arkivbeståndet – totalt (år 2015) omfattande cirka 75 hyllmil – består till stor del av pergament, papper och digitala medier (inklusive 130 miljoner digitalt sparade bilder). Mängden handlingar fylls hela tiden på genom leveranser av dokument från regeringskansliet och andra centrala myndigheter. 
Riksarkivet lyder under Tryckfrihetsförordningen och den s.k. offentlighetsprincipen, vilket innebär att beståndet som regel är tillgängligt för allmänheten. Det görs dock undantag för sekretessbelagda handlingar eller visst ömtåligt äldre material. Många av de äldsta dokumenten finns dock reproducerade på mikrofilm eller i digital form.

### Riksarkivets författningssamling
Riksarkivets författningssamling (RA-FS) innehåller RA:s föreskrifter och allmänna råd.

## Bilder

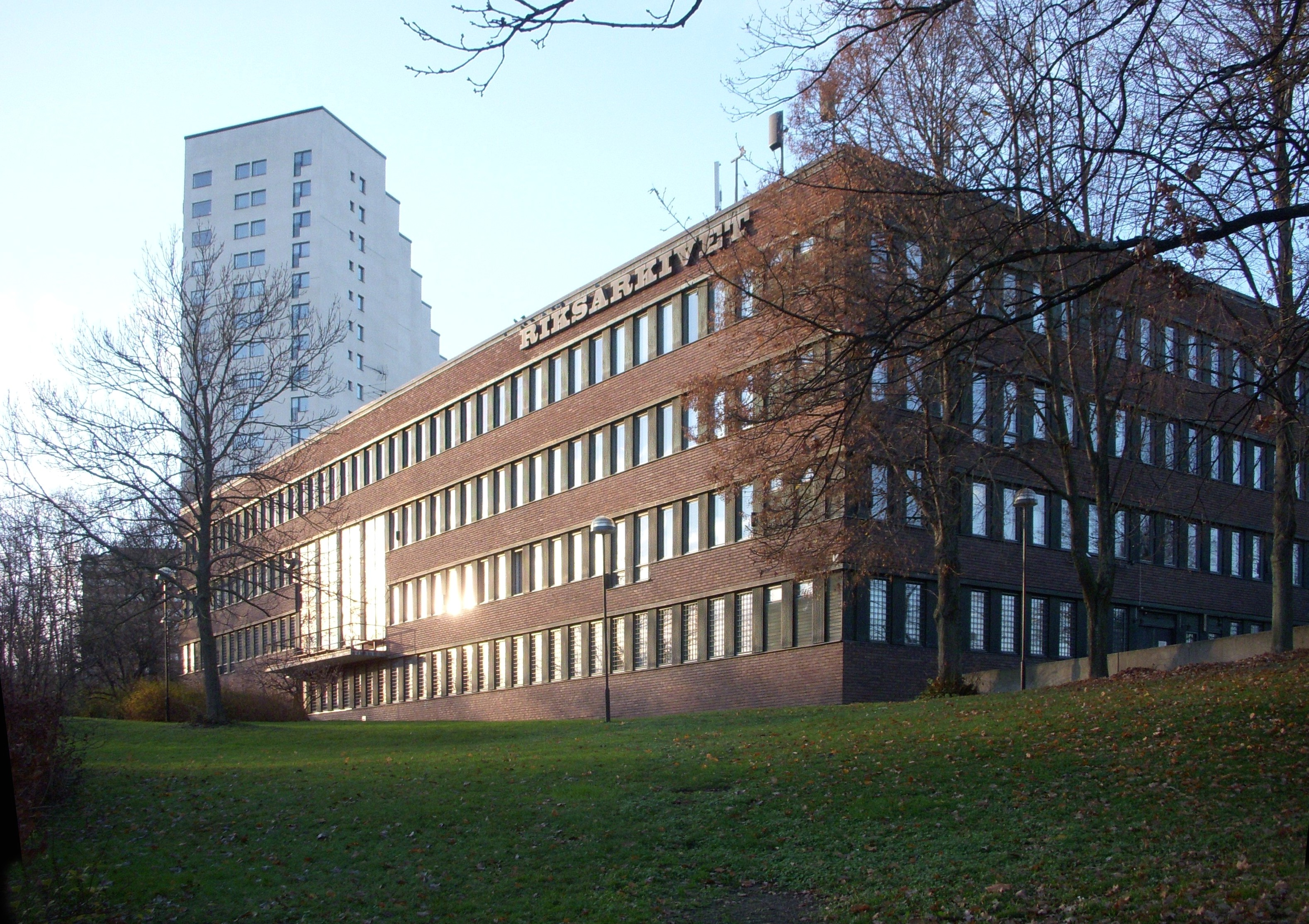
Riksarkivets huvudbyggnad i Stockholm (i förgrunden).
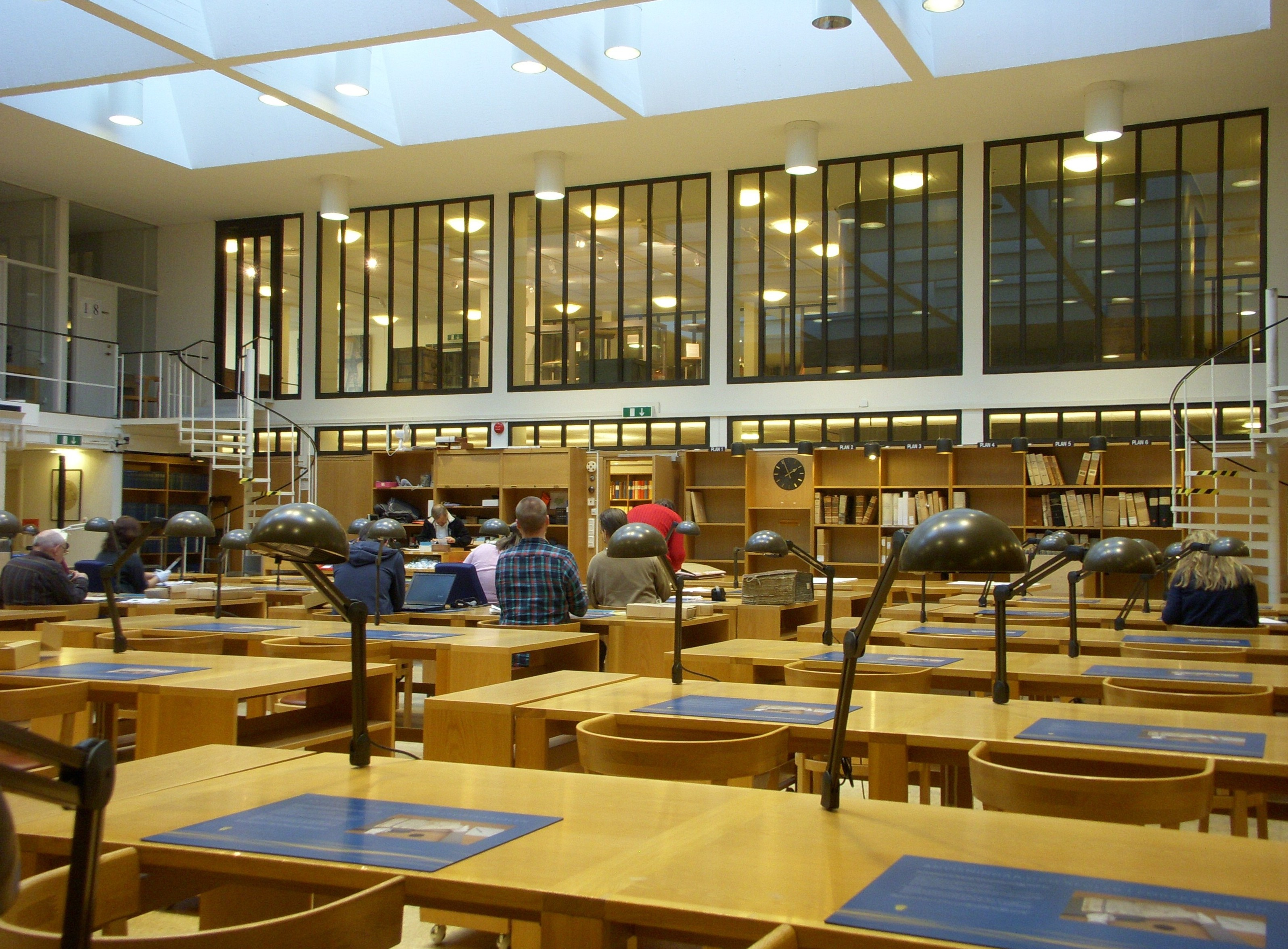
Forskarsalen i Stockholm.
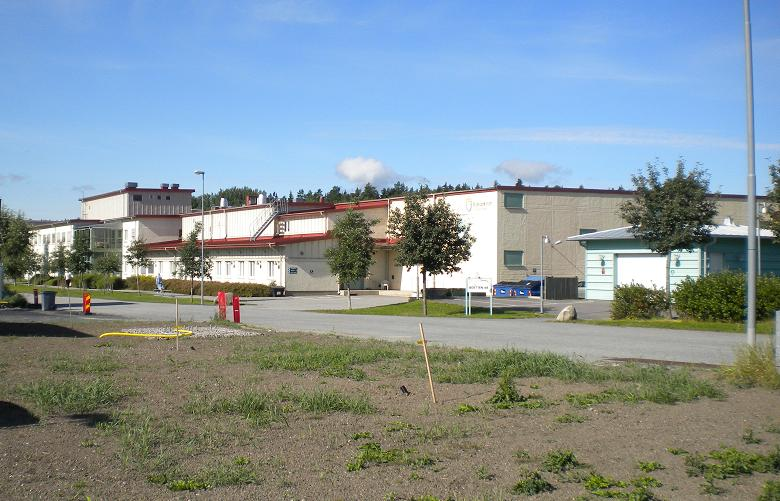
Riksarkivets anläggning i Arninge, Täby kommun.